# 巴阿邻
巴阿邻，又作八邻、把怜、霸邻等，为尼伦蒙古诸部之一，相传为孛端察儿之子巴阿里歹的后裔，分为巴阿邻、篾年巴阿邻、你出古惕巴阿邻三个部落。该部原依附于札答兰部，后来分裂，由豁儿赤率领的篾年巴阿邻归顺铁木真，其余则与札答兰等部联合在十三翼之战中与铁木真作战，失败后也相继归服铁木真。1206年蒙古建国后，该部中有豁儿赤、纳牙阿受封为万户长，兀孙、阔可朔思、阿剌黑受封为千户长。著名人物有将军伯顏。
有人认为后来的蒙古巴林部即是巴阿邻部，不过也有学者认为尽管名称相近，两个部落的起源并不相干。

## 延伸阅读
[在维基数据编辑]
 《欽定古今圖書集成·方輿彙編·邊裔典·八鄰部》，出自陈梦雷《古今圖書集成》